# Feldhandball-Weltmeisterschaft der Männer 1963

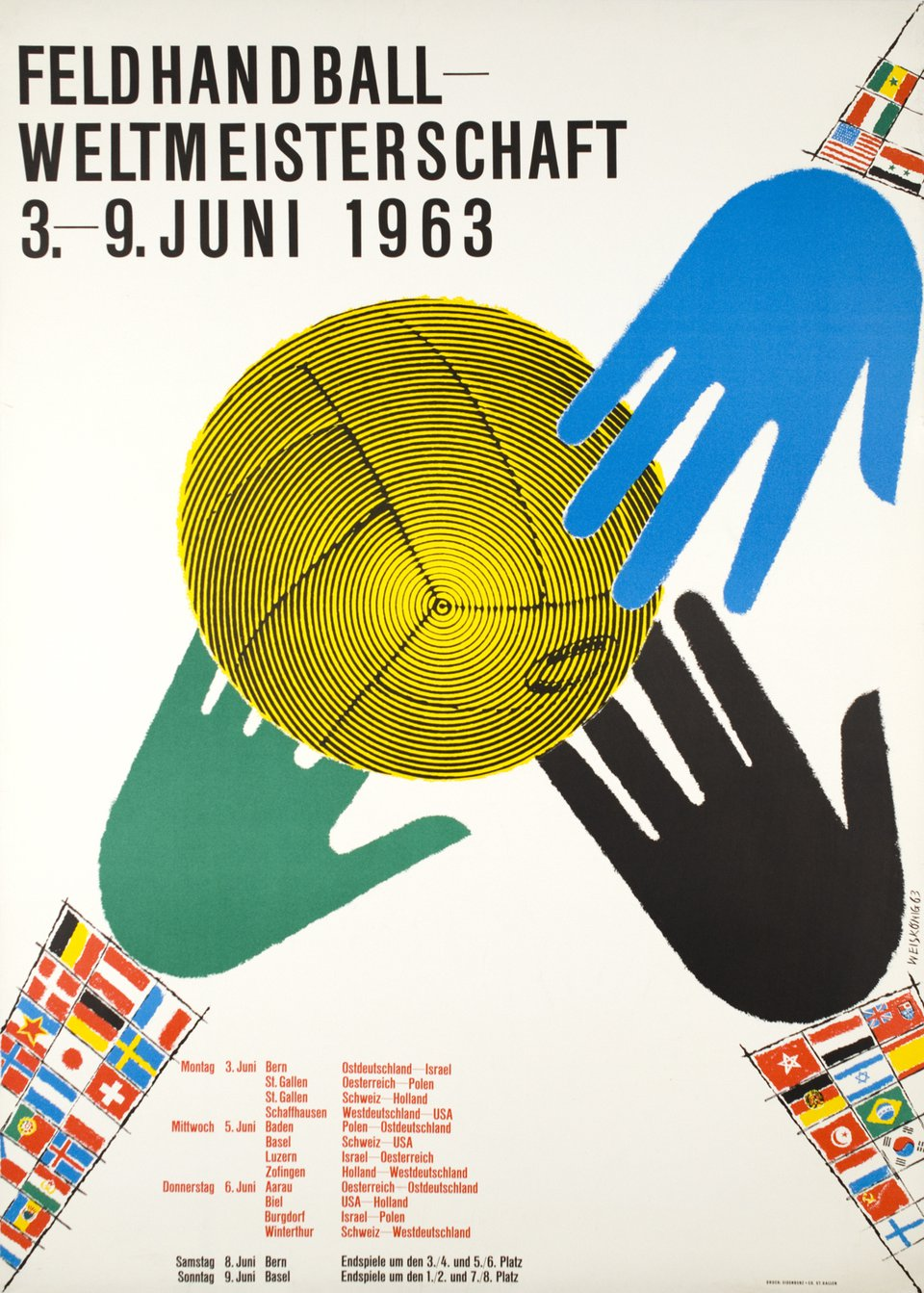
Poster der WM-1963

Die 6. Feldhandball-Weltmeisterschaft der Männer fand vom 3. bis 9. Juni 1963 in der Schweiz statt. Ausrichter war die International Handball Federation (IHF). Weltmeister wurde die erstmals mit eigenem Verband zugelassene Mannschaft der DDR.
Es nahmen acht Mannschaften teil: die DDR, die Bundesrepublik Deutschland, Israel, die Niederlande, Österreich, Polen, die Schweiz und die USA. Mit Israel und den USA waren zum ersten und einzigen Mal außereuropäische Länder vertreten, deren Mannschaften zum Großteil jedoch aus deutschen und österreichischen Emigranten zusammengesetzt waren. Gespielt wurde in einer Vorrunde mit zwei Vierergruppen „jeder gegen jeden“, zum Schluss vier Finalspiele zur Ermittlung der Plätze 1 bis 8. Torschützenkönig wurde Josef Steffelbauer (Österreich) mit 24 Toren vor Herbert Lübking (BR Deutschland) mit 21 Treffern.

## Ausrichter
Der Deutsche Handballbund (DHB) aus der BRD wollte ursprünglich die WM austragen. Nachdem die Internationale Handballföderation auf dem IHF-Kongress von 1962 in Madrid den Deutschen Handballverband (DHV) der DDR als Verband eines eigenständigen Landes anerkannt hatte, zog der DHB seine Zusage aus Protest zurück.
Der DHB bat die IHF, die WM in ein Nachbarland der BRD zu vergeben, explizit in die Niederlande oder in die Schweiz. Zusätzlich bat der DHB, dass die Spielorte in der Nähe der deutschen Grenze wären, damit die Deutschen die Spiele besuchen könnten.
Der Schweizerische Handballausschuss (HBA) hatte zuerst kein Interesse, die WM auszurichten, daher erwog der Nederlands Handbal Verbond die Ausrichtung.
Nach Drängen der süddeutschen Verbände entschied sich der HBA, die WM auszurichten.
Die niederländische Regierung wollte der Mannschaft von Ost-Deutschland keine Visa ausstellen. Daher war die Bewerbung nicht mehr möglich.
Schlussendlich wurde die Schweiz auf dem IHF-Kongress in Madrid mit der Durchführung betraut. 
Die Bundesrepublik Deutschland, die DDR, Israel, Japan, die Niederlande, Österreich, Polen, Portugal und die Schweiz haben für die Teilnahme gestimmt.

## Vorrunde

### Gruppe A
| BR Deutschland | - | Vereinigte Staaten | 23:6  | in Schaffhausen |
| Schweiz        | - | Niederlande        | 22:14 | in St.Gallen    |
| BR Deutschland | - | Niederlande        | 23:7  | in Zofingen     |
| Schweiz        | - | Vereinigte Staaten | 17:4  | in Basel        |
| BR Deutschland | - | Schweiz            | 20:13 | in Winterthur   |
| Niederlande    | - | Vereinigte Staaten | 11:5  | in Biel         |

| Rang | Land               | Tore  | Punkte |
| ---- | ------------------ | ----- | ------ |
| 1    | BR Deutschland     | 66:26 | 6      |
| 2    | Schweiz            | 52:38 | 4      |
| 3    | Niederlande        | 32:50 | 2      |
| 4    | Vereinigte Staaten | 15:51 | 0      |

### Gruppe B
| Deutsche Demokratische Republik | - | Israel     | 21:5  | in Bern      |
| Polen                           | - | Österreich | 18:18 | in St.Gallen |
| Deutsche Demokratische Republik | - | Polen      | 11:7  | in Baden     |
| Österreich                      | - | Israel     | 15:12 | in Luzern    |
| Deutsche Demokratische Republik | - | Österreich | 25:16 | in Aarau     |
| Polen                           | - | Israel     | 20:4  | in Burgsdorf |

| Rang | Land                            | Tore  | Punkte |
| ---- | ------------------------------- | ----- | ------ |
| 1    | Deutsche Demokratische Republik | 57:28 | 6      |
| 2    | Polen                           | 45:33 | 3      |
| 3    | Österreich                      | 49:55 | 3      |
| 4    | Israel                          | 21:56 | 0      |

## Finale
| 7 / 8: Israel                          | - | Vereinigte Staaten | 16:5  | in Basel |
| 5 / 6: Österreich                      | - | Niederlande        | 22:19 | in Bern  |
| 3 / 4: Schweiz                         | - | Polen              | 10:6  | in Bern  |
| 1 / 2: Deutsche Demokratische Republik | - | BR Deutschland     | 14:7  | in Basel |

## Endstand
| Rang | Land                            |
| ---- | ------------------------------- |
| 1    | Deutsche Demokratische Republik |
| 2    | BR Deutschland                  |
| 3    | Schweiz                         |
| 4    | Polen                           |
| 5    | Österreich                      |
| 6    | Niederlande                     |
| 7    | Israel                          |
| 8    | Vereinigte Staaten              |

## Endspiel
Die DHV-Mannschaft führte bereits nach sechs Minuten mit 3:0. Auch als Lübking seine Mannschaft auf 2:3 heranbrachte, ließen sich die DHV-Spieler nicht aus dem Konzept bringen. Sie konnten sich im weiteren Verlauf auf eine sichere Abwehr mit kombinierter Mann-Raum-Deckung verlassen, hinter der mit Klaus Prüsse ein Torwart stand, der etliche gute Torchancen der DHB-Auswahl zunichtemachte. Er verunsicherte die gegnerischen Angreifer, und die westdeutsche Mannschaft wurde zunehmend unsicherer. Deren Angriffsaktionen wurden bereits 20 bis 25 Meter vor dem Tor abgefangen und ihr Spieltempo verlangsamte mehr und mehr. Immer klarer wurde die Überlegenheit der DHV-Elf, nach 20 Minuten führte sie bereits mit 6:2. Sie überstand auch eine fünfminütige Herausstellung ihres Abwehrspielers Rudi Hirsch und baute bis zur Halbzeitpause ohne weitere Gegentore ihre Führung auf 9:2 aus. Zur Zweiten Halbzeit wechselte Werner Vick den Torwart aus und verordnete seiner Mannschaft konsequente Manndeckung. Diese schöpfte für einen Moment Hoffnung, als sie auf 4:10 verkürzen konnte und danach Haberhauffe einen 14-Meter-Strafwurf für den DHV vergab. Dann aber schwang sich der junge ostdeutsche Spieler Klaus Müller zu einer Glanzleistung auf, mit der er mit drei Toren die DHV-Mannschaft wieder auf 13:4 davonziehen ließ. Als Prüsse beim Stand von 13:6 einen zweiten Strafwurf hielt, war der Widerstand der DHB-Mannschaft endgültig gebrochen.
| DHV: Prüsse, Weide – Liedtke, Bernhardt; Hirsch, Warm, Pappusch (1); Haberhauffe (1), Kretzschmar (1), K. Müller (5), Matz (3), Habler (3); Petzold – Trainer: Seiler. |
| DHB: Delfs, Wriedt – J. Müller, Schwope; Grill, Horstkötter, Bartels; Lübking (3), Porzner (4), Karrer, Schwenker, Lukas; Hue – Trainer: Vick.                         |
| 14 Meter: 1 für DDR (nicht verwandelt), 4 für BR Deutschland (2 verwandelt); Herausstellung: Hirsch (DDR), 5 Minuten                                                   |
| Schiedsrichter: Lerch (Schweiz), Zuschauer: 15.000 im St.-Jakob-Stadion (Basel)                                                                                        |

## Die Weltmeistermannschaft 1963: DDR
Klaus Prüsse (SC Empor Rostock) 2 Spiele/0 Tore, Hans-Dieter Weide (SC Leipzig) 3/0 – Dieter Bernhardt (SC Aufbau Magdeburg) 4/0, Hans Haberhauffe (ASK Vorwärts Berlin) 4/17, Klaus Hebler (ASK Vorwärts Berlin) 3/8, Rudi Hirsch (SC Dynamo Berlin) 4/6, Peter Kretzschmar (SC Leipzig) 4/7, Klaus Langhoff (SC Dynamo Berlin) 4/1, Herbert Liedtke (ASK Vorwärts Berlin) 4/0, Klaus-Dieter Matz (SC Dynamo Berlin) 4/12, Klaus Müller (ASK Vorwärts Berlin) 3/10, Waldemar Pappusch (ASK Vorwärts Berlin) 4/4, Klaus Petzold (SC Dynamo Berlin) 2/0, Werner Senger (SC Dynamo Berlin) 1/2, Paul Tiedemann (SC DHfK Leipzig) 2/4, Siegfried Warm (SC DHfK Leipzig) 4/0 – Trainer: Heinz Seiler und Herbert Dittrich

## Finalist 1963: BR Deutschland
Rudolf Delfs (Polizei SV Kiel) 4/0, Günther Wriedt (Büdelsdorfer TSV) 4/0 – Werner Bartels (TG 1848 Witten) 4/0, Gerhard Grill (Frisch Auf Göppingen) 3/0, Manfred Horstkötter (TSV Grün-Weiß Dankersen) 4/2, Hein-Friedrich Hue (TuS 05 Wellinghofen) 4/11, Josef Karrer (TV Großwallstadt) 4/14, Siegfried Korsawe (BSV Solingen 1898) 3/0, Herbert Lübking (TSV Grün-Weiß Dankersen) 4/21, Bernd Lukas (Berliner SV 1892) 3/5, Jürgen Müller (VfL Wolfsburg) 4/2, Karlheinz Plötz (Polizei SV Berlin) 2/1, Erwin Porzner (TSV 1860 Ansbach) 2/6, Volker Schneller (TSV 1860 Ansbach) 2/0, Hinrich Schwenker (ATSV Habenhausen) 3/11, Paul Schwope (VfL Wolfsburg) 2/0 - - Trainer: Werner Vick